# Sphaericobathra
Sphaericobathra is een geslacht van vlinders van de familie van de zakjesdragers (Psychidae).
Dit geslacht is monotypisch, dat wil zeggen dat het maar één soort heeft namelijk Sphaericobathra mochlodroma Meyrick, 1933, die in Congo-Kinshasa voorkomt.